# Растанье
Растанье (укр. Розтання) — село, Иверский сельский совет, Солонянский район, Днепропетровская область, Украина.
Код КОАТУУ — 1225083008. Население по переписи 2001 года составляло 176 человек.

## Географическое положение
Село Растанье находится в 2-х км от села Анно-Мусиевка и в 2,5-х км от села Иверское.
По селу протекает пересыхающий ручей с запрудой. Рядом проходит железная дорога, станция Платформа 303 км в 1,5 км.